# منى ممدوح
منى ممدوح (4 أبريل 1984) ممثلة مصرية، ولدت في مدينة القاهرة، بدأت حياتها الفنية في عام 2007 حين شاركت في بطولة فيلم (مرجان أحمد مرجان) والذي أدى بطولته الفنان عادل إمام، في عام 2009 شاركت بدور صغير في فيلم (ألف مبروك) والذي أدى بطولته الفنان أحمد حلمي.
في عام 2012 ظهرت منى ممدوح في مسلسل (طرف ثالث)، والذي قام ببطولته الفنان محمود عبد المغني والفنان أمير كرارة والفنان عمرو يوسف. ثم قدمها المخرج حاتم علي في مسلسل (تحت الأرض) الذي عرض في عام 2013. وبالنسبة للسينما شاركت في عدة أفلام منها: (الآنسة مامي، إكس لارج، عبده موتة).

## أعمالها

### مسلسلات
- مسلسل طرف تالت 2012
- مسلسل تحت الأرض 2013
- مسلسل ستات قادرة 2016

### أفلام
- الأنسة مامى
- إكس لارج
- عبدة موتة
- ولاد رزق

## وصلات خارجية
- منى ممدوح على موقع السينما "منى ممدوح"

1. 1 2  "منى ممدوح - تمثيل فيلموجرافيا، صور، فيديو". elCinema.com. مؤرشف من الأصل في 2023-05-02. اطلع عليه بتاريخ 2023-05-01.